# Ciné en herbe
Ciné en herbe, est un festival de court métrage, fondé en 1987, qui se déroule à Montluçon. Il est organisé par l'association éponyme (association loi de 1901) née à la suite de la création de la section « Cinéma et audiovisuel » du lycée Madame de Staël de Montluçon, dans l'Allier.

## Présentation
Ce festival se découpe en 3 parties :
1. Ouverture (diffusion des films primés au Festival international du court-métrage de Clermont-Ferrand) ;
2. Compétitions professionnelles (films sélectionnés par les lycéens Festival international du court-métrage de Clermont-Ferrand suivi de débats avec les réalisateurs et acteurs) ;
3. Compétition scolaire, Cinémat'ogriffes (rôles inversés, les pros "jugent" les scolaires) et remise des prix[2].

Les films scolaires sont réalisées dans le cadre d'un cursus CAV (Cinéma AudioVisuel) en option lourde ou facultative selon les sections (lycées et collèges).

## Des rencontres reconnues
En plus des jeunes réalisateurs et des élèves lycéens et collégiens, de nombreuses célébrités ont participé au festival en tant que jury, parrains, marraines dont Audrey Tautou, Zinedine Soualem, Manu Joucla,, ...